# Петров-Маслаков, Всеволод Михайлович
Всеволод Михайлович Петров-Маслаков (род. 29 апреля 1930 года, Ленинград, РСФСР, СССР) — советский российский живописец, Народный художник Российской Федерации (2002), член Санкт-Петербургского Союза художников (до 1992 года — Ленинградской организации Союза художников РСФСР).

## Биография
Всеволод Михайлович Петров-Маслаков родился 29 апреля 1930 года в Ленинграде в семье известного ленинградского хирурга М. А. Петрова-Маслакова.
В годы войны и блокады оставался среди защитников Ленинграда.
В 1943 году был награждён медалью «За оборону Ленинграда».
Первая публикация — рисунок, посвящённый блокаде Ленинграда — в 1943 году.
В 1944—1950 годах учился в Средней художественной школе.
В 1950 году был принят на первый курс живописного факультета института живописи, скульптуры и архитектуры имени И. Е. Репина. Занимался у Александра Деблера, Елены Табаковой, Андрея Мыльникова, Владислава Анисовича.
В 1956 году окончил институт по мастерской профессора В. М. Орешникова с присвоением квалификации художника живописи. Дипломная работа — картина «У пашни». В одном выпуске с Петровым-Маслаковым институт окончили Сергей Буров, Ленина Гулей, Муза Дегтярева (Оленева), Энгельс Козлов, Ярослав Крестовский, Алексей Кудрявцев, Шая Меламуд, Пётр Назаров, Анатолий Ненартович, Юрий Опарин, Василий Орешкин, Николай Позднеев, Фёдор Смирнов, Леонид Фокин, Захар Хачатрян и другие молодые художники. Дружеские отношения и тесное творческое общение со многими из них Петров-Маслаков сохранит на долгие годы.
Участвовал в выставках с 1956 года, экспонируя свои работы вместе с произведениями ведущих мастеров изобразительного искусства Ленинграда. Писал жанровые картины, пейзажи, портреты.
В 1956 году был принят в члены Ленинградского Союза художников. В составе геологических экспедиций работал на Чукотке, в Якутии, на Камчатке, в Кузнецком Алатау, участвовал в охотничьих промысловых бригадах на севере Хабаровского Края.
В 1991 году участвовал в выставке русских художников на Аляске, США. Выезжал на Таймыр, Алтай, Урал, в Карелию, Коми, Архангельскую область, где собирал материал для своих картин. Среди написанных работ «Крымский пейзаж» (1957), «Портрет егеря Богомолова» (1959), «Октябрь», «Партизаны», «Дальний Восток. Посёлок Дука», (все 1960), «В краю таёжном» (1961), «Чайхана» (1962), «Путь к Баджану», «Тропа вдоль реки», «Песня старого эвенка» (все 1964), «Соболятник Никита Дзяп» (1967), «Осень на Догдо» (1969), «Камень-цвет», «Цветущий рододендрон», «Охотник с мыса Биллингс» (все 1972), «Пути-дороги» (1975), «Юные» (1976), «Охота. Автопортрет с лыжником» (1978), «Романтики» (1980), «Побережье Таймыра» (1985), «Октябрь в Кинерме» (1991), «Золото тундры» (2002), «Весенний этюд» (2003).
В 1981 году Петров-Маслаков был удостоен почётного звания Заслуженный художник РСФСР, в 2002 году — звания Народный художник РФ. В течение многих лет Петров-Маслаков возглавлял секцию живописи Санкт-Петербургского Союза художников.
Всеволод Михайлович Петров-Маслаков является действительным членом Петровской Академии наук и искусств. Его произведения находятся в Русском музее, в музеях и частных собраниях в России, Франции, Корее, КНР, США, Японии, Великобритании и других странах.

## Выставки
- 1957 год (Ленинград): 1917—1957. Юбилейная выставка произведений ленинградских художников, посвящённая 40-летию Великой Октябрьской социалистической революции.
- 1960 год (Ленинград): Выставка произведений ленинградских художников 1960 года в Государственном Русском музее.
- 1960 год (Москва): Советская Россия. Республиканская художественная выставка 1960 года.
- 1961 год (Ленинград): Выставка произведений ленинградских художников 1961 года в Государственном Русском музее.
- 1962 год (Ленинград): Осенняя выставка произведений ленинградских художников 1962 года.
- 1964 год (Ленинград): Ленинград. Зональная выставка произведений ленинградских художников 1964 года.
- 1965 год (Москва): Советская Россия. Вторая Республиканская художественная выставка 1965 года.
- 1967 год (Москва): Советская Россия. Третья Республиканская художественная выставка 1967 года.
- 1969 год (Ленинград): Весенняя выставка произведений ленинградских художников 1969 года.
- 1972 год (Ленинград): Наш современник. Вторая выставка произведений ленинградских художников 1972 года.
- 1972 год (Ленинград): По Родной стране. Выставка произведений ленинградских художников 1972 года, посвящённая 50-летию образования СССР.
- 1975 год (Ленинград): Наш современник. Зональная выставка произведений ленинградских художников 1975 года.
- 1976 год (Москва): Изобразительное искусство Ленинграда. Ретроспективная выставка произведений ленинградских художников.
- 1977 год (Ленинград): Выставка произведений ленинградских художников 1977 года, посвящённая 60-летию Великого Октября.
- 1978 год (Ленинград): Осенняя выставка произведений ленинградских художников 1978 года.
- 1980 год (Ленинград): Зональная выставка произведений ленинградских художников 1980 года.
- Апрель 1991 года (Париж): Выставка «Русские художники».
- 1997 год (Санкт-Петербург): Выставка «Связь времён. 1932—1997. Художники — члены Санкт-Петербургского Союза художников России. К 65-летию Санкт-Петербургского Союза художников» в ЦВЗ «Манеж».
- 2000 год (Санкт-Петербург): Выставка, посвящённая 55-летию победы в Великой Отечественной войне 1941—1945 годов.